# Le terrificanti avventure di Sabrina
Le terrificanti avventure di Sabrina (Chilling Adventures of Sabrina) è una serie televisiva statunitense di genere paranormale tratta dalla serie a fumetti con lo stesso nome e, inoltre, è ambientata nell'universo di Riverdale.
L'8 luglio 2020, Netflix ha annunciato la cancellazione della serie, terminata quindi con la quarta parte.

## Trama
Sabrina Spellman vive nella città di Greendale con le sue due zie e all'apparenza è una normale quindicenne con una vita abitudinaria, infatti va a scuola, esce con le amiche e con il suo ragazzo, Harvey. Nasconde però un'altra parte di sé: in realtà Sabrina è per metà umana e per metà strega. Il giorno del suo sedicesimo compleanno Sabrina dovrà compiere un rituale nella foresta della sua città, giurando fedeltà al signore oscuro, Satana, e scrivendo il suo nome nel "libro della bestia", diventando una strega a tutti gli effetti. Così facendo abbandonerebbe la sua vita mortale per andare a studiare all'accademia delle arti occulte. Sabrina dovrà scegliere tra la libertà e il potere. Il giorno del rituale, a mezzanotte, davanti al libro della bestia la giovane strega si rifiuta di scrivere il suo nome e le cose cominciano ad andare a rotoli.

## Episodi
La prima parte è stata pubblicata il 26 ottobre 2018, seguita dall'episodio speciale natalizio Un racconto di mezzo inverno il 14 dicembre dello stesso anno. La seconda parte è stata distribuita il 5 aprile 2019. Nel dicembre del 2018 la serie viene rinnovata per una terza e quarta parte di 8 episodi ognuna. La terza parte viene distribuita il 24 gennaio 2020 mentre la quarta ed ultima parte è stata distribuita il 31 dicembre 2020. 
| Parti             | Episodi                      | Pubblicazione    |
| ----------------- | ---------------------------- | ---------------- |
| Prima             | 10                           | 26 ottobre 2018  |
| Episodio speciale | Un racconto di mezzo inverno | 14 dicembre 2018 |
| Seconda           | 9                            | 5 aprile 2019    |
| Terza             | 8                            | 24 gennaio 2020  |
| Quarta            | 8                            | 31 dicembre 2020 |

## Personaggi e interpreti

### Principali

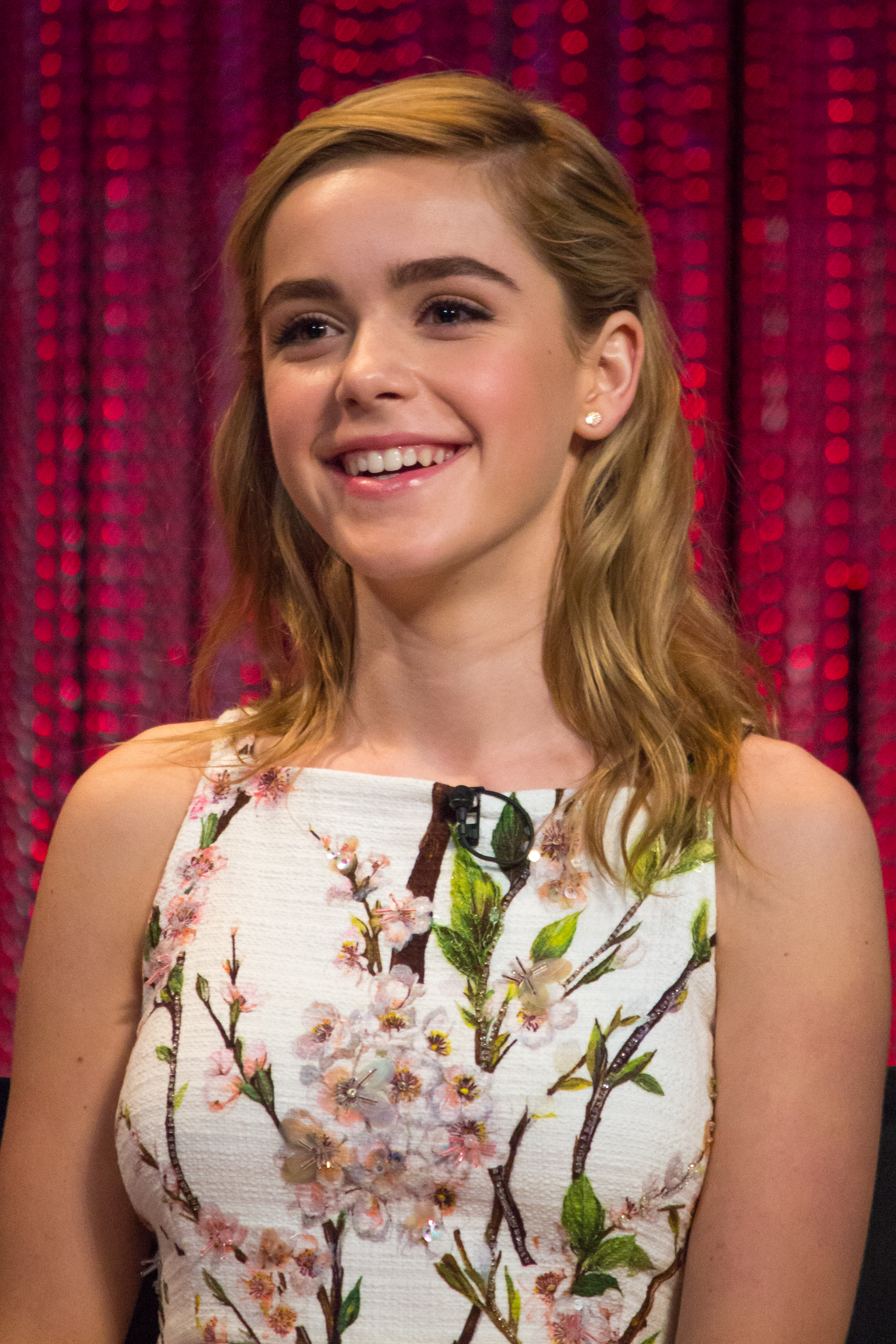
Sabrina Spellman (stagioni 1-4), interpretata da Kiernan Shipka, doppiata da Marta Filippi[4].
La protagonista della serie. Un'adolescente metà umana, metà strega, studentessa della Greendale Baxter High, che cerca di conciliare la sua doppia natura. Ha un famiglio, Salem, che ha le sembianze di un gatto nero e la protegge ovunque vada. I suoi genitori (il Sommo Sacerdote Edward e la mortale Diana) sono morti quando era ancora in fasce a causa di un incidente e per questo vive con le zie, Hilda e Zelda, e con il cugino Ambrose; la sua famiglia, inoltre, gestisce l'unica impresa di pompe funebri di Greendale. Ha appena iniziato la sua istruzione come strega e si trova spesso in contrasto con le idee e le tradizioni della sua congrega, la Chiesa Della Notte. Dopo il suo Oscuro Battesimo, deciderà di frequentare l'Accademia delle Arti Oscure a tempo pieno. Alla fine della seconda stagione si scopre essere figlia del Signore Oscuro, Lucifer Morningstar (e quindi una Stella del Mattino ed erede al trono dell'Inferno). Nella terza stagione diventa regina dell'Inferno, ma non riuscendo a conciliare i suoi doveri da sovrana con la sua vita terrena, grazie a un paradosso crea due copie di sé stessa: Sabrina Spellman e Sabrina Morningstar, a cui cederà il trono e con cui stringerà una profonda amicizia; Sabrina Stella del Mattino, diventata quindi regina, sposerà il principe infernale Caliban (inizialmente suo rivale), ma morirà tra le braccia della Sabrina originale dopo essere stata nell'universo parallelo per scoprire l'ultimo Orrore Sinistro (il Vuoto). Inizialmente fidanzata con il compagno di classe mortale Harvey Kinkle, si innamorerà dello stregone di Nicholas Scratch, suo compagno di studi all'Accademia delle Arti Oscure, con cui intraprenderà una relazione. Nella quarta stagione viene temporaneamente posseduta da un Orrore Sinistro, "lo Strano", di cui riesce a liberarsi grazie alla strega emarginata Pesta e al cugino Ambrose. Dopo aver ospitato involontariamente una parte del Vuoto dentro di lei, muore dissanguata per salvare i prigionieri dell'Orrore Sinistro e sconfiggerlo. Dopo il termine della serie, Sabrina ricompare nella sesta stagione di Riverdale, facendo visita alla suddetta città per riportare in vita alcuni abitanti, fra cui Archie Andrews e Jughead Jones: in tale occasione rivela di essere stata resuscitata da Nicholas, che ha preso il suo posto nell’aldilà. Compare anche una versione alternativa di Sabrina proveniente dall’universo di Riverdale.
- Ambrose Spellman (stagioni 1-4), interpretato da Chance Perdomo, doppiato da Federico Bebi[5].
Il cugino stregone di Sabrina, condannato agli arresti domiciliari dal Concilio delle Streghe a causa di un tentato crimine contro il Vaticano in combutta con l'esoterista Aleister Crowley. Gli è proibito pertanto lasciare la casa in cui vive, con Sabrina e le zie Spellman. Abile negromante, nella seconda stagione rischia la pena di morte perché accusato ingiustamente da Faustus Blackwood dell'omicidio dell'Anti-papa. Intraprende una relazione con lo stregone Luke Chalfant e, in seguito, con Prudence Blackwood. Per quanto non lo dimostri, ha circa 189 anni.
- Zelda Phiona Spellman (stagioni 1-4), interpretata da Miranda Otto, doppiata da Mariadele Cinquegrani.[6] Interpretata da Beth Broderick, doppiata da Barbara Castracane nell'universo parallelo (stagione 4).
Zia di Sabrina. È austera, orgogliosa, disciplinata e devota. Crede che non ci sia onore più grande di servire il Signore Oscuro come membro della Chiesa della Notte.[7] Inizialmente attratta da Faustus Blackwood (con cui si sposerà nella seconda stagione per poi divorziare), si innamorerà di Mambo Marie nella terza stagione e diventerà Somma Sacerdotessa dell'Ordine di Ecate (di cui è fondatrice e che prende il posto della Chiesa della Notte), che venera la Tripla Dea. Ha più anni di quanti ne dimostri in realtà.
- Hildegarde Antoinette "Hilda" Spellman (stagioni 1-4), interpretata da Lucy Davis, doppiata da Daniela Abbruzzese.[8] Interpretata da Caroline Rhea, doppiata da Chiara Salerno nell'universo parallelo (stagione 4).
Zia della protagonista. La sua natura materna e il suo caldo senso dell'umorismo nascondono però una vena macabra e malvagia. È un'esperta nel preparare pozioni ed una campionessa di Bolle e Ribolle. Si innamora del Dottor Cerberus, un mortale, con cui si sposerà nella quarta stagione. Ha più anni di quanto ne dimostri in realtà e, in passato, ha assistito all'incoronazione della Regina Vittoria.
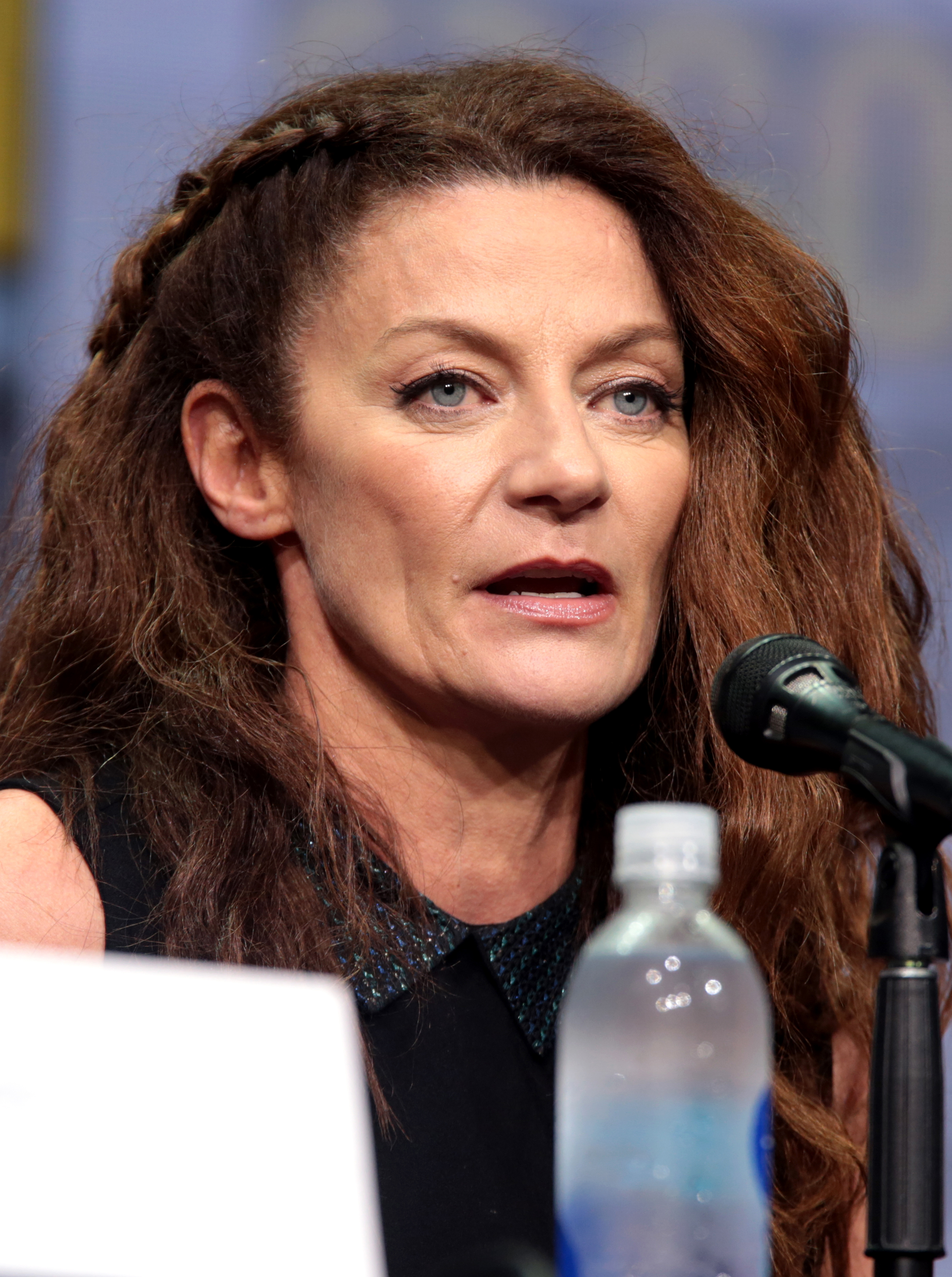
Mary Wardwell / Lilith / Madam Satan (stagioni 1-4), interpretata da Michelle Gomez, doppiata da Patrizia Burul.[9] L'insegnante preferita di Sabrina, nonché sua mentore alla Baxter High. Verrà posseduta dall'ancella del Diavolo, Lilith, che prenderà le sue sembianze, venendo soprannominata Madam Satana. Nella terza stagione sarà posseduta brevemente dalla strega Pesta e nella quarta stagione diventa seguace di Padre Blackwood. Ha un fidanzato, Adam, che verrà ucciso da Lucifer.
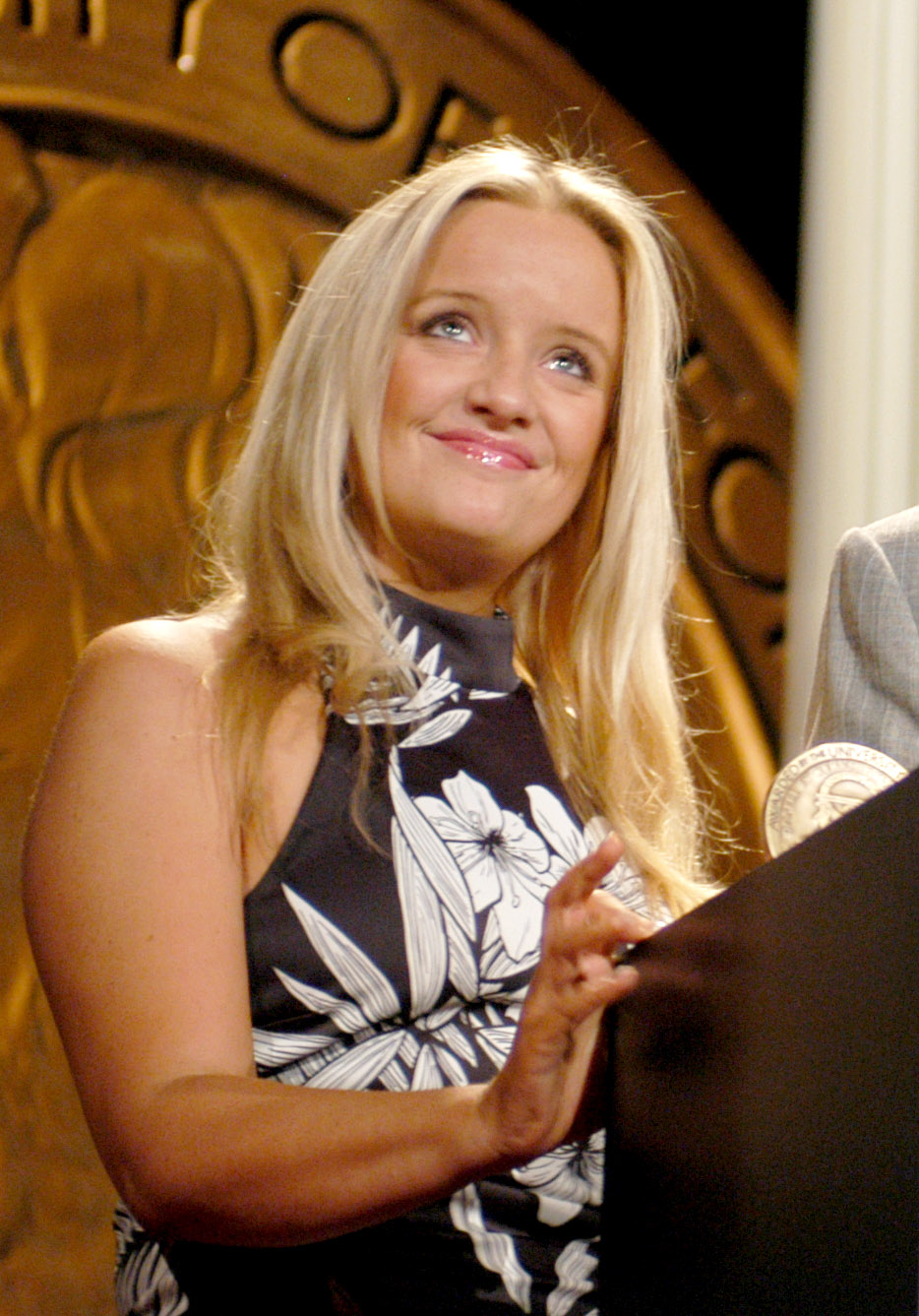
Lucy Davis interpreta Hilda Spellman
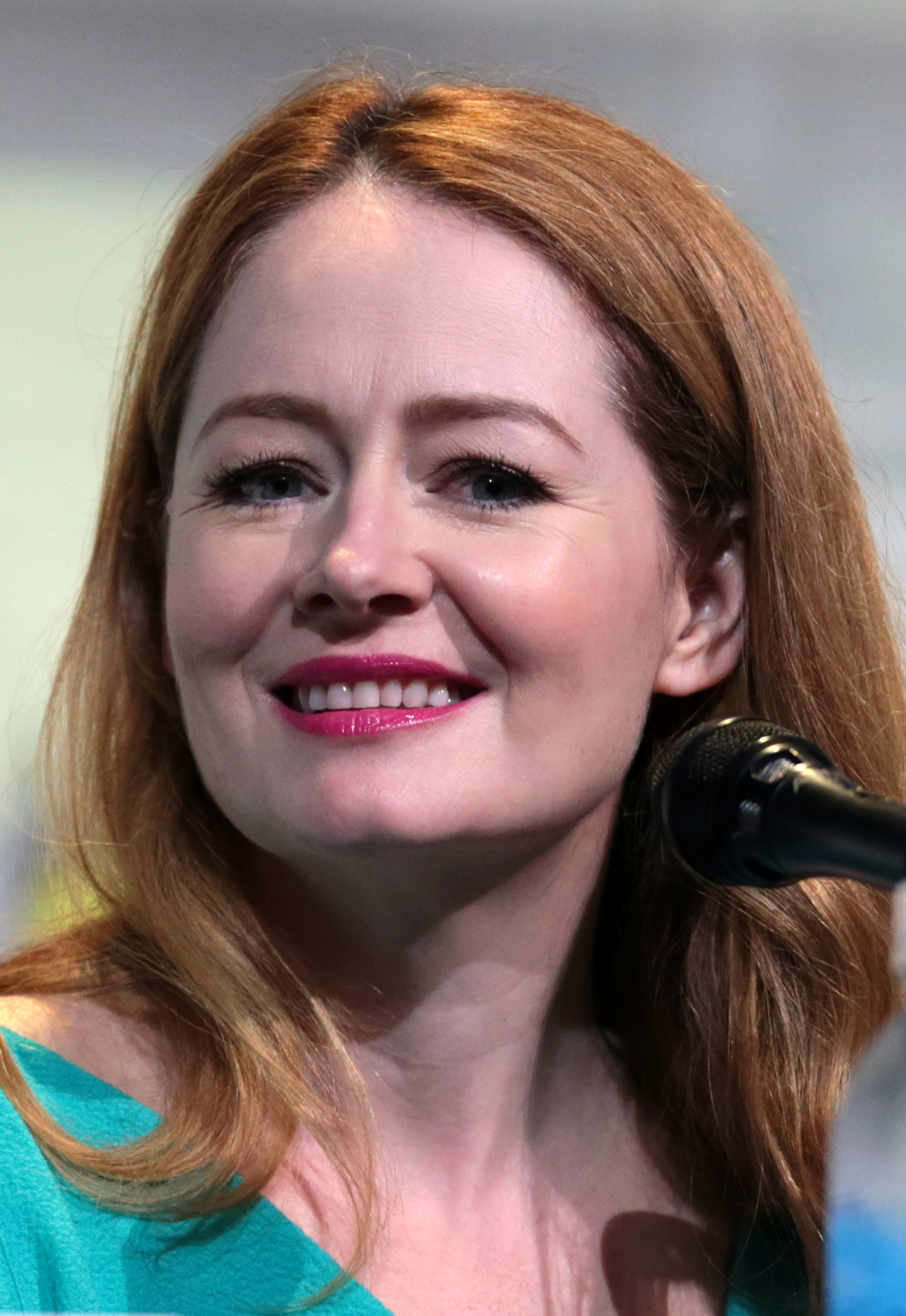
Miranda Otto interpreta Zelda Spellman
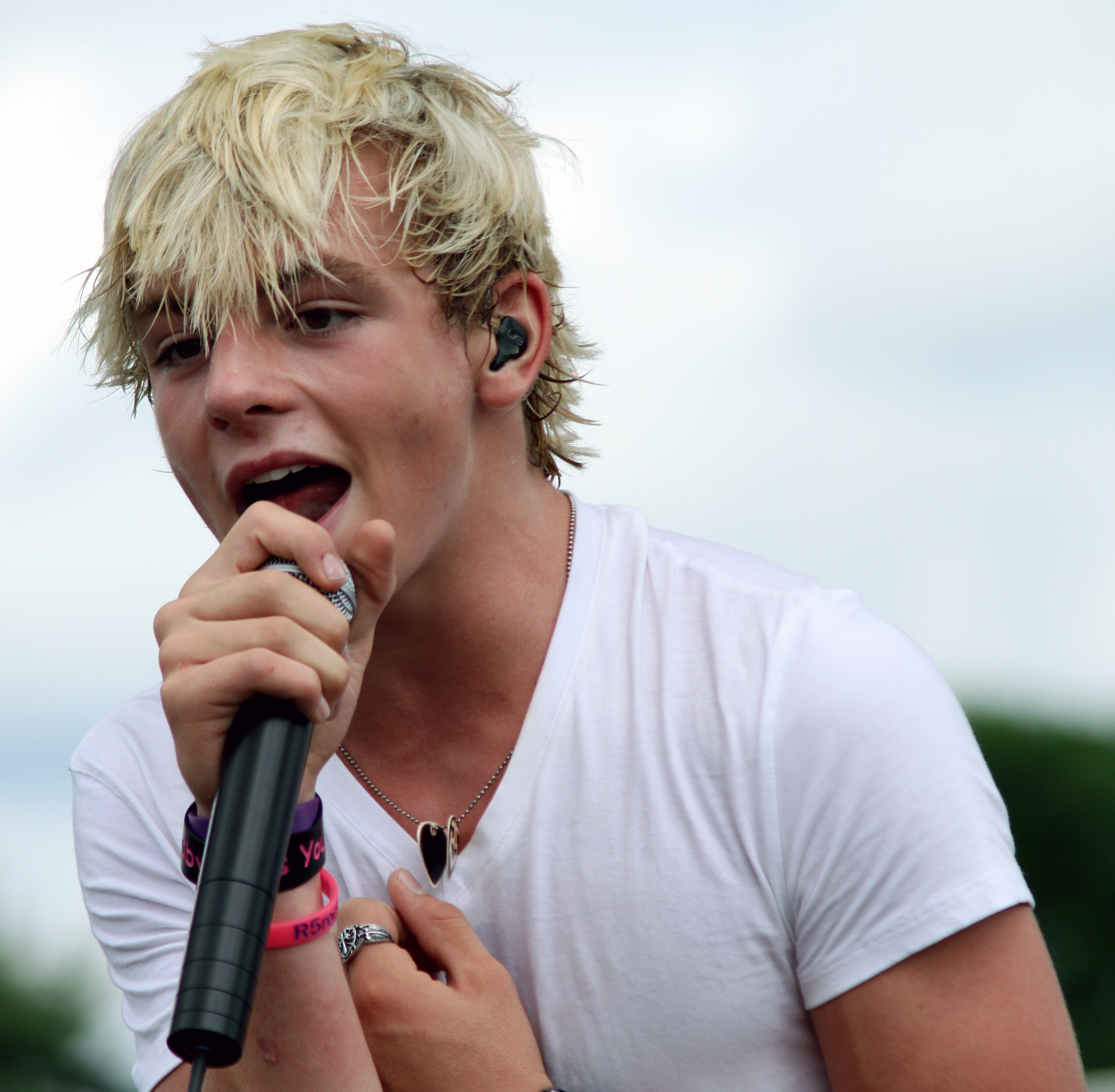
Harvey Kinkle (stagioni 1-4), interpretato da Ross Lynch, doppiato da Leonardo Caneva[10]. Fidanzato di Sabrina nella prima stagione, dopo aver scoperto che è una strega rompe con lei, rimanendo tuttavia suo amico. Si innamorerà di Rosalind, con cui intraprenderà una relazione. Fa parte di una band insieme a Theo, Robin e Rosalind. Scoprirà di appartenere a una dinastia di cacciatori di streghe ma decide di non voler intraprendere quella strada.
- Prudence Blackwood (stagioni 1-4), interpretata da Tati Gabrielle, doppiata da Francesca Tardio (stagioni 1-2) e Giulia Tarquini (stagioni 3-4)[11].
Una studentessa dell'Accademia delle Arti Occulte, che nutre un profondo rancore nei confronti di Sabrina in quanto mezza mortale; le due, tuttavia, diventeranno poi amiche. Ex fidanzata di Nicholas Scratch, intraprende una relazione con Ambrose Spellman. Sorella di Agatha e Dorcas, è a capo del trio delle "Sorelle Sinistre".
- Rosalind Walker (stagioni 1-4), interpretata da Jaz Sinclair, doppiata da Giorgia Locuratolo[12].
La sfacciata, emancipata e schietta figlia del reverendo di Greendale, è la migliore amica di scuola di Sabrina. Scoprirà che le donne della sua famiglia sono state maledette: perdono la vista da giovani e questo permette loro di avere delle visioni che svelano il passato e il futuro. Nella quarta stagione scopre che in realtà le donne della sua famiglia sono sempre state streghe, che tuttavia non hanno mai venerato il Satana in quanto cristiane; dopo questa scoperta, diventa una Sentinella insieme a Prudence e Mambo Marie. Si innamorerà di Harvey Kinkle, con cui intraprenderà una relazione.
- Agatha Night (stagioni 1-4), interpretata da Adeline Rudolph, doppiata da Lavinia Paladino. Un'altra studentessa dell'Accademia delle Arti Occulte, seconda delle Sorelle Sinistre. Ideatrice del piano che ha portato alla morte di Tommy, diventa pazza a causa del dio pagano Pan e diventerà una seguace di Padre Blackwood. Dopo essere tornata in sé aiuterà l'Ordine di Ecate a sconfiggere Blackwood e gli Orrori Sinistri.
- Faustus Blackwood (stagioni 1-4), interpretato da Richard Coyle, doppiato da Ruggero Andreozzi.
Il Sommo Sacerdote della Chiesa della Notte, oltre che il preside dell'Accademia delle Arti Occulte. Spietato e ambizioso, Blackwood nasconde un piano terrificante e oscuro che lo metterà indirettamente in conflitto con Sabrina.[7]
- Theo Putnam (stagione 3-4, ricorrente stagione 1-2), interpretato da Lachlan Watson, doppiato da Carlotta Guido. Uno dei migliori amici di Sabrina , è un ragazzo transgender (il suo nome a inizio serie e fino al suo coming-out è Susie[13]). Si innamorerà del goblin Robin, con cui intraprenderà una relazione
- Nicholas Scratch (stagione 2-4, ricorrente stagione 1), interpretato da Gavin Leatherwood, doppiato da Sacha Pilara. Un giovane stregone dell'Accademia delle Arti Occulte. Inizialmente costretto dal Signore Oscuro ad avvicinarsi da Sabrina, si innamorerà di lei.
- Mambo Marie (stagione 3-4), interpretata da Skye Marshall. La regina della magia voo-doo, è una strega emarginata.  - Kiernan Shipka interpreta Sabrina Spellman
  - Michelle Gomez interpreta Mary Wardwell / Lilith / Madam Satan 
  - Lucy Davis interpreta Hilda Spellman
  - Miranda Otto interpreta Zelda Spellman
  - Ross Lynch interpreta Harvey Kinkle

### Ricorrenti
- Dorcas Night (stagioni 1-3, guest star stagione 4), interpretata da Abigail Cowen, doppiata da Camilla Murri.[14].
Una studentessa dell'Accademia delle Arti Occulte membro delle Sorelle Sinistre. Morirà uccisa da Agatha al termine della terza stagione, per poi ritornare brevemente nella quarta.
- George Hawthorne (stagione 1, guest star stagione 3), interpretato da Bronson Pinchot.[15]
Il presuntuoso e puritano, nonché maschilista, preside della Baxter High, che non va d'accordo con Sabrina e Theo.
- Tommy Kinkle (stagione 1, guest star stagione 2), interpretato da Justin Dobies.[16].
Il fratello maggiore di Harvey, molto protettivo nei suoi confronti. Lavora nelle miniere di Greendale per permettere al fratello di frequentare la scuola. Muore a seguito del crollo della miniera, ideato da Agatha.
- Sig. Kinkle (stagioni 1-4), interpretato da Chris Rosamond, doppiato da Carlo Scipioni.
Il padre di Harvey e Tommy Kinkle. Dopo la morte del figlio Tommy inizia a bere, ma grazie a un incantesimo di Sabrina smette di farlo, tornando a essere lo scostante padre di Harvey.
- Constance Blackwood (stagione 1, guest star stagione 2), interpretata da Alvina August, doppiata da Selvaggia Quattrini.
La moglie di Padre Blackwood. Muore di parto durante l'ultimo episodio della prima stagione, dando alla luce due gemelli: un maschio e una femmina.
- Luke Chalfant (stagione 1, guest star stagione 2), interpretato da Darren Mann.
Uno stregone dell'Accademia delle Arti Occulte che si innamora di Ambrose, con il quale intraprenderà una storia. Muore durante un assalto nel locale gay.
- Lucifer Morningstar/Satana (stagione 3-4, guest star stagione 2), interpretato da Luke Cook, doppiato da Federico Di Pofi. È il re degli Inferi e si manifesta sotto forma di un mostruso caprone antropomorfo. Grazie al suo enorme potere manipola tutti i suoi sudditi. Ha in serbo un piano malefico per Sabrina Spellman di cui si scopre essere il padre.
- Caliban (stagione 3-4) interpretato da Sam Corlett. Un demone d'argilla, autoproclamato principe dell'Inferno. Sfida Sabrina alla caccia della Regalia Profana per determinare chi potrà ottenere il trono infernale.
- Robin Goodfellow (stagione 3-4) interpretato da Jonathan Whitesell e doppiato da Riccardo Suarez. Un giovane hobgoblin figlio adottivo del dio Pan e di Nagaina (medusa). Arriva a Greendale coi pagani di cui fa inizialmente parte con l'intento di sedurre e poi sacrificare Theo, di cui poi si innamorerà genuinamente. Insieme al club della strizza sconfiggerà i pagani dopo aver salvato con la velocità Theo, Harvey e Rosalind dai suoi genitori in biblioteca, ed entrerà a sua volta nel club. Nell'episodio 4 della quarta stagione avrà un ruolo chiave e insieme a Theo nell'ultimo episodio terrà la corda per salvare gli altri nel vuoto.

## Produzione
La serie è stata creata da Roberto Aguirre-Sacasa e viene sviluppata per Netflix da Warner Bros. Television e Berlanti Productions. Aguirre-Sacasa, Greg Berlanti, Sarah Schechter, Jon Goldwater e Lee Toland Krieger sono i produttori esecutivi della serie.
La serie è incentrata sul personaggio di Archie Comics Sabrina Spellman, interpretato da Kiernan Shipka, e vede protagonisti anche Jaz Sinclair, Michelle Gomez, Chance Perdomo, Lucy Davis, Miranda Otto, Richard Coyle, Ross Lynch e Tati Gabrielle. Originariamente in fase di sviluppo nel settembre 2017 presso The CW, nel mese di dicembre 2017 il progetto è stato spostato su Netflix. 
Il trailer della serie è stato pubblicato il 3 ottobre 2018. Il 12 novembre 2018 è stato annunciato sul profilo Instagram ufficiale di Netflix un episodio speciale natalizio, uscito il 14 dicembre.
Nel dicembre 2018 viene annunciato che la seconda parte verrà distribuita a partire dal 5 aprile 2019 e che la serie è stata rinnovata per altre due parti.
Nel luglio 2020 Netflix ha annunciato che la serie è stata cancellata.

### Riprese
Le riprese sono iniziate a Vancouver, nella Columbia Britannica, il 19 marzo 2018, quando quelle della seconda stagione di Riverdale sono terminate, e tutto ciò ha permesso alla stessa troupe cinematografica di lavorare su entrambe le serie. Entrambe le parti di Le terrificanti avventure di Sabrina sono state girate in back to back, e le riprese sono terminate il 5 dicembre 2018.

## Accoglienza
La serie è stata accolta positivamente dalla critica specializzata. Il sito Rotten Tomatoes ha assegnato alla serie un punteggio del 91%, indicando recensioni favorevoli. Metacritic ha invece assegnato alla serie un punteggio di 74/100.

## Controversie
Nel novembre 2018, gli attivisti del Tempio Satanico hanno citato in giudizio il gruppo di produzione della serie sull'uso improprio nella serie on demand della statua di Bafometto, poiché trattasi di una copia diretta e non autorizzata della loro statua, un'opera del 2015 dello scultore Mark Porter. Hanno aggiunto inoltre che la serie dà un'immagine "imprecisa e dispregiativa" della fede satanica. Il caso è stato risolto in via extra-giudiziaria per una somma non rivelata e la promessa di attribuire il merito dell'opera d'arte nelle trasmissioni future.

## Connessione conRiverdale
La serie è stata originariamente concepita come uno spin-off di Riverdale prodotto da The CW; tuttavia, a seguito dell'acquisto della serie da parte di Netflix, il produttore esecutivo Jon Goldwater ha annunciato che le due serie sarebbero state "due entità separate", affermando al contempo che un collegamento in futuro sarebbe stato possibile, dal momento che la cittadina di Greendale era già stata menzionata in Riverdale. 
Per quanto riguarda un crossover tra le due serie, l'ideatore Roberto Aguirre-Sacasa ha proposto un film indipendente con entrambi i cast, potenzialmente intitolato Afterlife with Archie e basato sulla omonima serie di fumetti targata Archie Horror. Il progetto è stato successivamente cancellato a causa della pandemia di Covid-19.
Nel sesto episodio della prima parte de Le terrificanti avventure di Sabrina vi è il primo implicito crossover tra le due serie: appare, infatti, un personaggio ricorrente della serie madre, Ben Button, interpretato da Moses Thiessen, che viene ucciso da Lilith. Il personaggio di Ben era già morto anche in Riverdale nel secondo episodio della terza stagione, lanciandosi da una finestra mentre i coprotagonisti Betty Cooper e Jughead Jones assistevano alla scena.
Nel decimo episodio della quarta stagione di Riverdale appare, invece, Billy Marlin, interpretato da Ty Wood, atleta della Baxter High e bullo della scuola in Le terrificanti avventure di Sabrina.
Il crossover più importante tra le due serie avviene, però, nella sesta stagione di Riverdale, con l'apparizione ricorrente di Sabrina Spellman, interpretata nuovamente da Kiernan Shipka, e Nicholas Scratch, eccezionalmente interpretato da Cole Sprouse e non da Gavin Leatherwood.